# Irmgard von Berg
Irmgard von Berg (* spätestens 1204; † 11.–13. August 1248 oder 1249) war die Tochter des Grafen Adolf III. von Berg und seiner Gemahlin Bertha.

## Geschichte
Es ist nicht bekannt, wie viele Kinder Adolf III. hatte. Wahrscheinlich war Irmgard von Berg sein einziges, zumindest aber das einzige seinen Tod überlebende Kind, denn sie war spätestens 1216 mit Herzog Heinrich von Limburg vermählt, dem sie als Erbtochter die Grafschaft Berg zuführte. Sie muss unter Berücksichtigung einer Frühehe Adolfs III. spätestens 1204 geboren sein. Lebend ist Irmgard zuletzt für den Oktober 1247 bezeugt. Nach dem Tod von Herzog Heinrich im Jahr 1246 übernahm ihr Sohn Adolf IV. die Herrschaft in der Grafschaft Berg. In einem Vertrag zwischen ihr und dem Sohn vom „16. Brachmonat (Juni) 1247“ wurden die ihr zustehenden Besitztümer in der Grafschaft Berg bis zu ihrem Tode 1247/1248 aufgeführt. Ihr Sohn Adolf stiftete ihr am 2. Januar 1250 unter dem 13. August ein Jahrgedächtnis. In Memorienbüchern wird ihr Todestag allerdings unter dem 11. bzw. 12. August erwähnt.
Im Jahr 1216 erwogen Erzbischof Engelbert I. von Köln (auch bekannt als Engelbert der Heilige) und sein Bruder Adolf III., die Ehe zwischen Irmgard und Heinrich aus politischen Gründen unter dem Vorwand einer zu nahen Verwandtschaft scheiden zu lassen. Beide waren in der Tat im vierten Grad miteinander verwandt.